# Allouagne
Allouagne ist eine französische Gemeinde mit 2837 Einwohnern (Stand 1. Januar 2022) im Département Pas-de-Calais in der Region Hauts-de-France. Sie gehört zum Arrondissement Béthune und zum Gemeindeverband Béthune-Bruay, Artois-Lys Romane.

## Geographie
Die Gemeinde Allouagne liegt am Westrand des Nordfranzösischen Kohlereviers auf einer mittleren Höhe von 32 Metern über dem Meer, 15 Kilometer westlich von Béthune. Durch den Norden der Gemeinde Allouagne führt die Autoroute A26. Das Gemeindegebiet hat eine Fläche von 7,81 Quadratkilometern.

## Geschichte
In einer Urkunde aus dem Jahr 1000 wurde Allouagne Silva Aslonias genannt. Silva ist das lateinische Wort für „Wald“. Es wird angenommen, dass das Wort Aslonia aus dem Germanischen Ask entstanden ist, dann wäre die Bedeutung „Eschenwald“.

### Bevölkerungsentwicklung
| Jahr                       | 1962  | 1968 | 1975 | 1982 | 1990 | 1999 | 2006 | 2012 | 2022 |
| -------------------------- | ----- | ---- | ---- | ---- | ---- | ---- | ---- | ---- | ---- |
| Einwohner                  | 13133 | 2918 | 2964 | 2970 | 3055 | 3055 | 3057 | 3008 | 2837 |
| Quellen: Cassini und INSEE |       |      |      |      |      |      |      |      |      |

## Sehenswürdigkeiten
- Kirche Saint-lèger
- Kapelle Notre-Dame-de-Lourdes

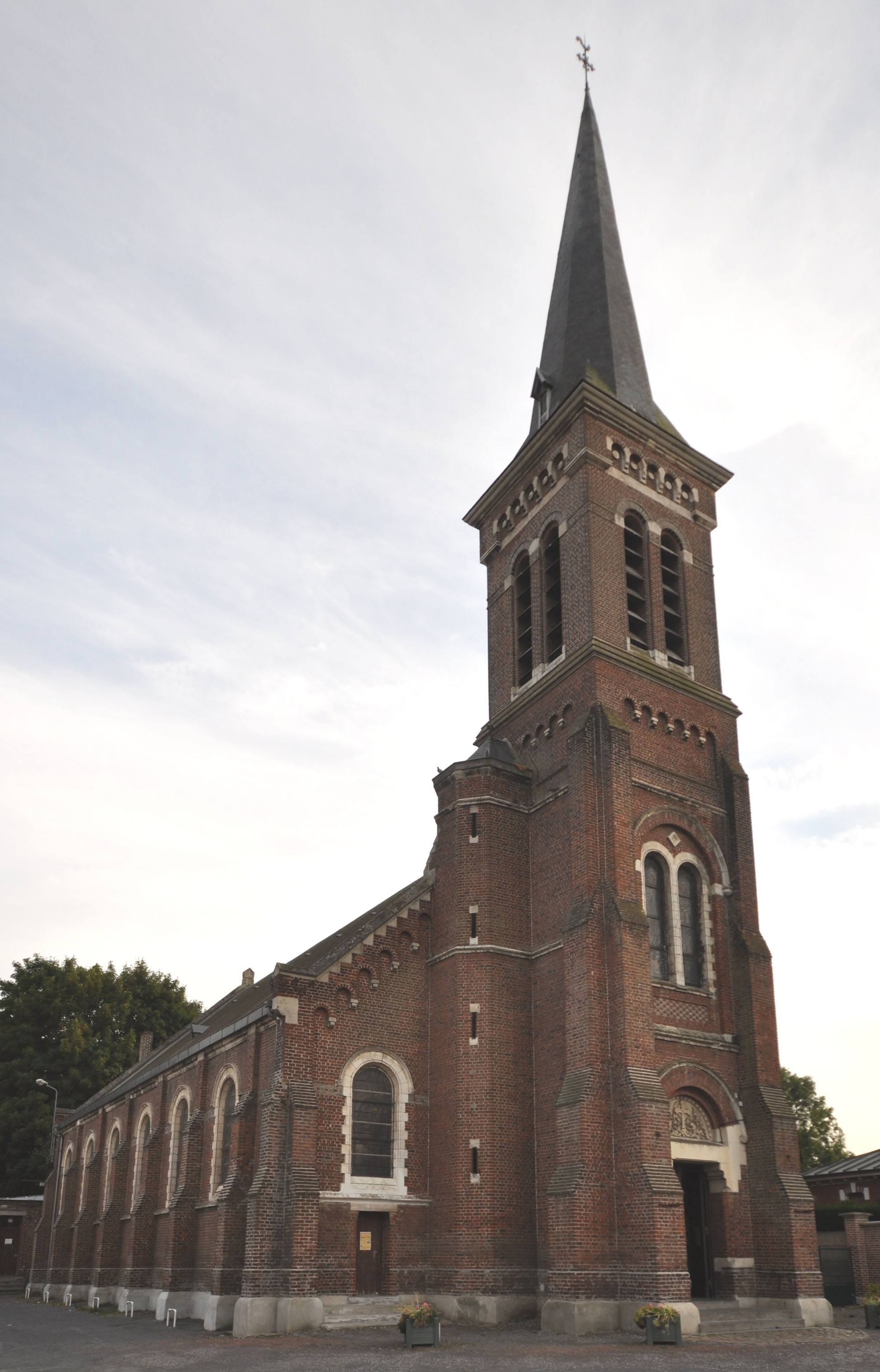
Kirche Saint-Léger
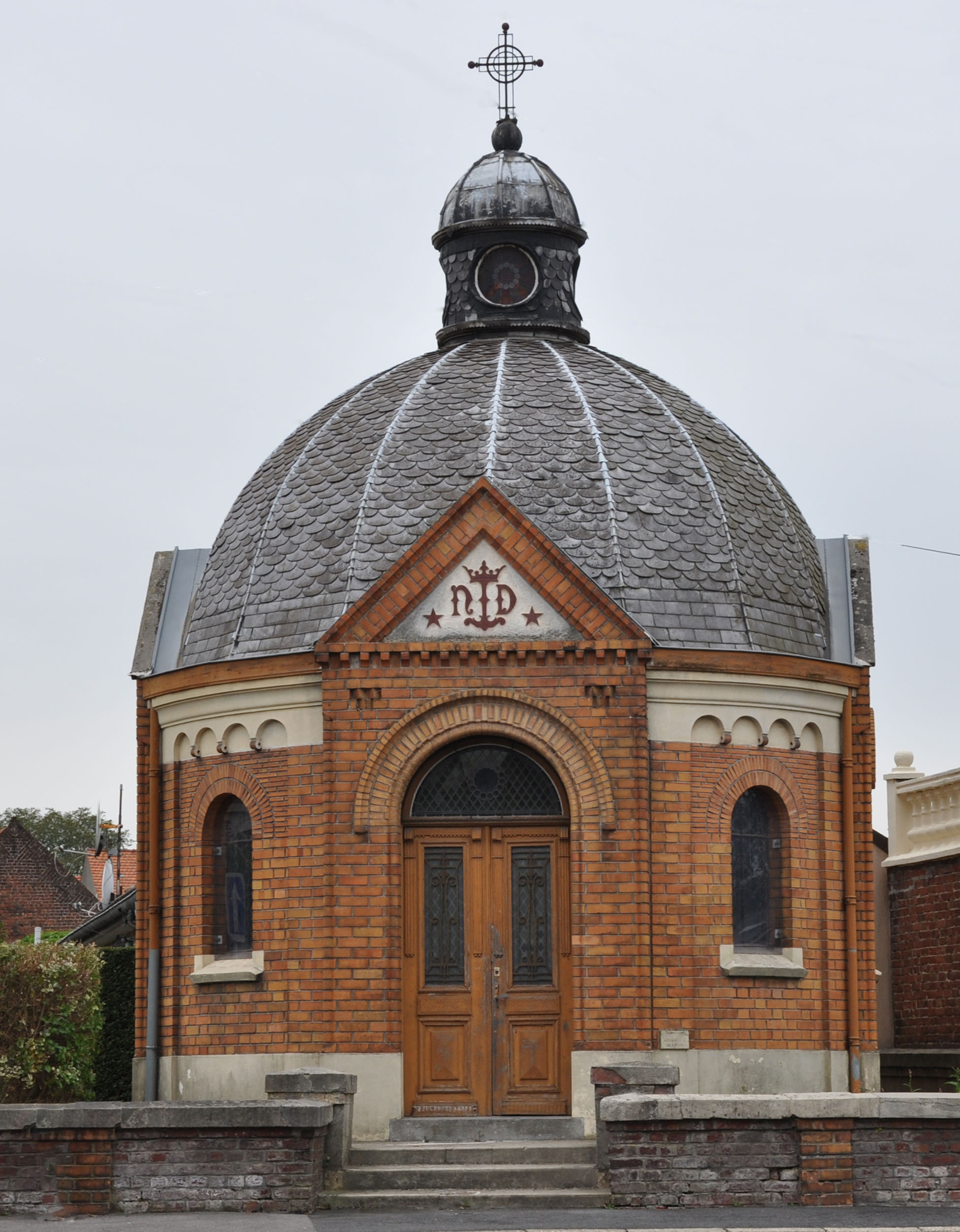
Kapelle Notre-Dame-de-Lourdes
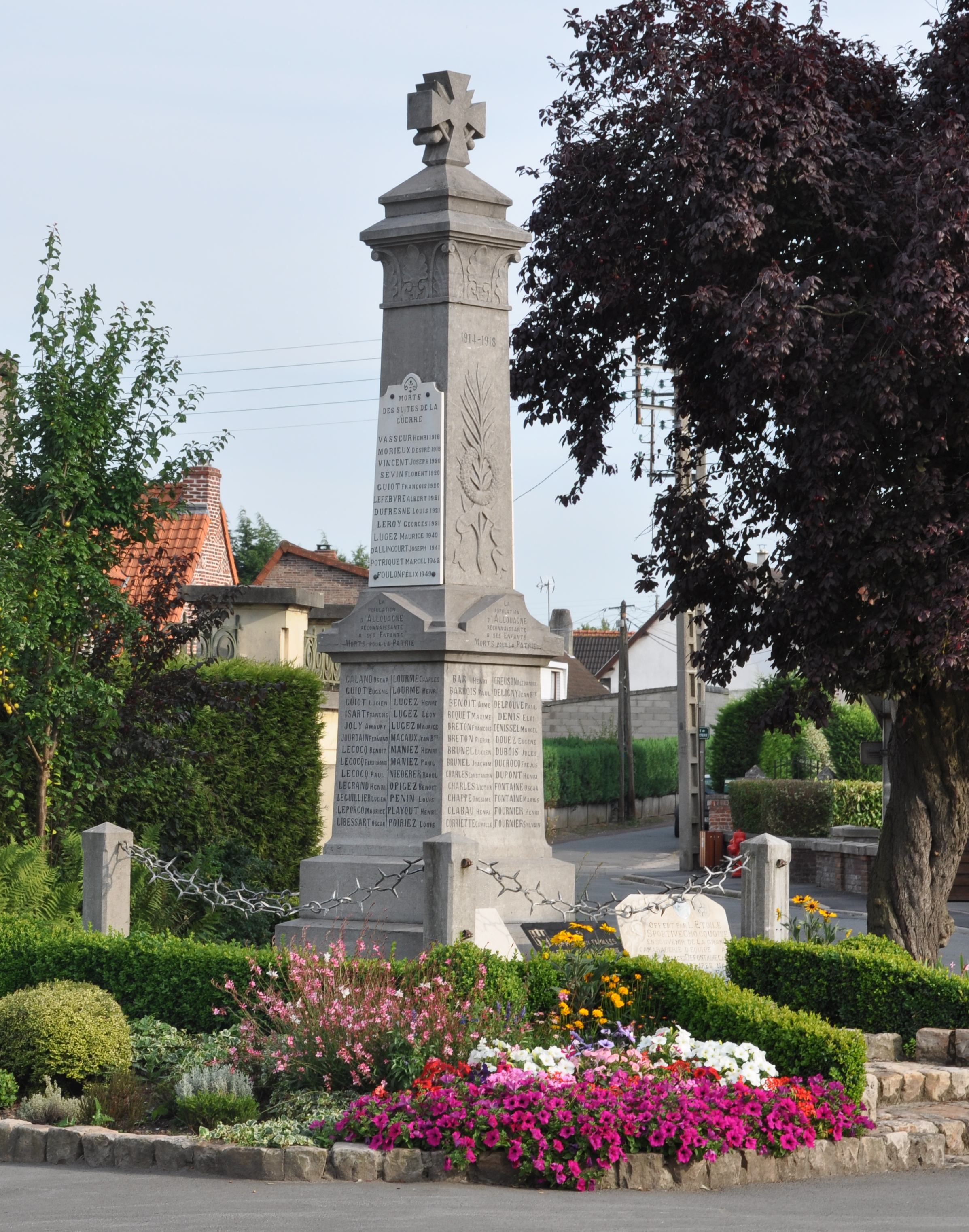
Gefallenendenkmal

## Partnerschaft
Seit 1974 besteht eine Städtepartnerschaft mit der deutschen Stadt Schwerte beziehungsweise dem 1975 eingemeindeten Stadtteil Ergste.

## Wirtschaft
Die Brauerei und Mälzerei Tipret existiert seit dem 17. Jahrhundert. Sie wurde 1850 verkauft und Brasserie des Houillères genannt. 1900 wurden die Gebäude der Brauerei vergrößert und der Brauraum modernisiert. 1912 wurde eine der ersten Kühlanlagen der Region installiert, dazu gehörte eine Filter- und Abfüllanlage. Vorher war das Bier in Holzfässern fermentiert worden.
1927 wurde die Brauerei an Duquesnes und Vandermersch verkauft, die 1929 neue Fabrikationshallen bauen ließen. 1927 produzierte die Brauerei 25.000 Hektoliter obergäriges Bier. 1946 wurden 80.000 Hektoliter untergäriges Bier hergestellt. In den 70er Jahren wurde die Brauerei geschlossen und als Lager benutzt.
Heute sind die Haupterwerbszweige in Allouagne Ackerbau und Viehzucht.